# Меньшиков Михайло Олексійович
Михайло Олексійович Меньшиков (21 листопада 1902, село Посевкіно Борисоглібського повіту Тамбовської губернії, тепер Грибановського району Воронезької області, Російська Федерація — 19 липня 1976, місто Москва) — радянський діяч, дипломат, надзвичайний і повноважний посол СРСР у США, Індії та Непалі, міністр закордонних справ Російської РФСР, міністр зовнішньої торгівлі СРСР. Кандидат у члени ЦК КПРС у 1956—1966 роках.

## Життєпис
Народився в селянській родині. У 1916 році закінчив три класи вищого початкового училища в місті Борисоглібську. Трудову діяльність розпочав у 1916 році працівником консервного заводу.
У 1917 році закінчив бухгалтерські курси в місті Борисоглібську, працював помічником діловода станичного волосного виконкому.
У 1918—1920 роках служив у Червоній армії. Учасник громадянської війни в Росії на Південному фронті.
У 1920—1922 роках — завідувач районними агентствами друку в Донській області і Тамбовській губернії. У 1921 році брав участь у придушенні повстання Антонова на Тамбовщині. 
У 1922—1924 роках — курсант Школи імені ВЦВК.
У 1924—1929 роках — студент вечірнього відділення економічного факультету Московського інституту народного господарства імені Плеханова. Одночасно з 1924 по 1928 рік — рахівник, економіст на Московських холодильних комбінатах, у 1928—1930 роках — економіст, керівник групи акціонерного товариства «Холодоекспорт» Народного комісаріату внутрішньої торгівлі СРСР.
Член ВКП(б) з 1927 року.
У 1930 році — оперативник експертного управління «Союзриба».
У 1930—1936 роках — оперативник-товарознавець, завідувач відділу, директор Англо-російського кооперативного товариства «АРКОС» у місті Лондоні.
У 1936—1938 роках — директор рибоплодової контори «Експортхлібу» Народного комісаріату зовнішньої торгівлі СРСР.
У 1938—1943 роках — голова правління «Експортлісу» Народного комісаріату зовнішньої торгівлі СРСР.
У 1943—1946 роках — заступник директора Адміністрації Об'єднаних Націй з питань допомоги і відновлення (ЮНРРА) у Сполучених Штатах Америки.
У 1946 — 4 березня 1949 року — заступник міністра зовнішньої торгівлі СРСР.
4 березня 1949 — 6 листопада 1951 року — міністр зовнішньої торгівлі СРСР. Звільнений з посади як такий, «що не впорався з покладеними на нього обов'язками».
У 1952—1953 роках — заступник уповноваженого Ради міністрів СРСР у справах радянсько-китайських акціонерних товариств «Радкитнафта» і «Радкитметал» у Китайській Народній Республіці.
1 вересня 1953 — 26 жовтня 1957 року — надзвичайний і повноважний посол СРСР в Індії.
5 лютого 1957 — 26 жовтня 1957 року — надзвичайний і повноважний посол СРСР у Непалі (за сумісництвом).
7 січня 1958 — 4 січня 1962 року — надзвичайний і повноважний посол СРСР у Сполучених Штатах Америки.
1 лютого 1962 — 11 вересня 1968 року — міністр закордонних справ Російської РФСР.
З вересня 1968 року — у відставці, персональний пенсіонер союзного значення в Москві.
Помер 19 липня 1976 року в Москві.

## Нагороди
- орден Леніна
- три ордени Трудового Червоного Прапора
- медалі
- надзвичайний і повноважний посол